# Eirik Brandsdal
Eirik Brandsdal (Oslo, 11 november 1986) is een Noorse langlaufer. Hij vertegenwoordigde zijn vaderland op de Olympische Winterspelen 2014 in Sotsji en op de Olympische Winterspelen 2018 in Pyeongchang.

## Carrière
Bij zijn wereldbekerdebuut, in maart 2007 in Drammen, scoorde Brandsdal direct zijn eerste wereldbekerpunten, twee jaar later behaalde in Valdidentro zijn eerste toptienklassering. In december 2009 stond de Noor in Düsseldorf voor de eerste keer in zijn carrière op het podium van wereldbekerwedstrijd.
Op 23 januari 2011 boekte Brandsdal in Otepää zijn eerste wereldbekerzege. Op de wereldkampioenschappen langlaufen 2011 in Oslo eindigde de Noor als zeventiende op de sprint en als 65e op de 30 kilometer achtervolging. In Val di Fiemme nam hij deel aan de wereldkampioenschappen langlaufen 2013. Op dit toernooi eindigde hij als zesde op de sprint. Tijdens de Olympische Winterspelen van 2014 in Sotsji eindigde Brandsdal als negende op de sprint.
Op de wereldkampioenschappen langlaufen 2015 in Falun eindigde hij als elfde op de sprint. Tijdens de Olympische Winterspelen van 2018 in Pyeongchang eindigde Brandsdal als 22e op de sprint.

## Resultaten

### Olympische Spelen
| Jaar | Plaats      | Resultaten                   |
| ---- | ----------- | ---------------------------- |
| 2014 | Sotsji      | 9e Sprint (vrije stijl)      |
| 2018 | Pyeongchang | 22e Sprint (klassieke stijl) |

### Wereldkampioenschappen
| Jaar | Plaats        | Resultaten                                       |
| ---- | ------------- | ------------------------------------------------ |
| 2011 | Oslo          | 17e Sprint (vrije stijl) 65e 30 km achtervolging |
| 2013 | Val di Fiemme | 6e Sprint (klassieke stijl)                      |
| 2015 | Falun         | 11e Sprint (klassieke stijl)                     |

### Wereldbeker
Eindklasseringen
| Seizoen   | Algm | DI   | SP     | TdS |
| --------- | ---- | ---- | ------ | --- |
| 2006/2007 | 163e | -    | 84e    | -   |
| 2007/2008 | 100e | -    | 64e    | -   |
| 2008/2009 | 65e  | -    | 29e    | -   |
| 2009/2010 | 35e  | 105e | 11e    | -   |
| 2010/2011 | 29e  | 95e  | 6e     | -   |
| 2011/2012 | 17e  | -    | Brons  | -   |
| 2012/2013 | 32e  | 64e  | 7e     | -   |
| 2013/2014 | 16e  | 92e  | Zilver | -   |
| 2014/2015 | 11e  | -    | Zilver | -   |
| 2015/2016 | 22e  | 52e  | 5e     | -   |
| 2016/2017 | 31e  | -    | 10e    | -   |
| 2017/2018 | 36e  | -    | 9e     | -   |
| 2018/2019 | 16e  | 77e  | Brons  | DNF |
| 2019/2020 | 55e  | -    | 20e    | -   |

Wereldbekerzeges
| Datum            | Plaats    | Onderdeel                |
| ---------------- | --------- | ------------------------ |
| 23 januari 2011  | Otepää    | Sprint (klassieke stijl) |
| 14 januari 2012  | Milaan    | Sprint (vrije stijl)     |
| 7 maart 2012     | Drammen   | Sprint (klassieke stijl) |
| 14 maart 2012    | Stockholm | Sprint (klassieke stijl) |
| 29 november 2013 | Kuusamo   | Sprint (klassieke stijl) |
| 29 november 2014 | Kuusamo   | Sprint (klassieke stijl) |
| 7 maart 2015     | Lahti     | Sprint (vrije stijl)     |
| 11 maart 2015    | Drammen   | Sprint (klassieke stijl) |
| 8 maart 2017     | Drammen   | Sprint (klassieke stijl) |